# 亞弗拉哈特
亞弗拉哈特 （叙利亚语：ܐܦܪܗܛ — Ap̄rahaṭ 希腊名 Ἀφραάτης — Aphraates，来自波斯名 Aphrahas 或 arhadh）4世纪中叶的叙利亚语作家。他写作了二十三篇系列证道稿，论及基督教的教理和实践。前十篇写作于337年，其后十二篇写作于344年，最后一篇作于345年。

## 作者身份
亞弗拉哈特是波斯王國的第一位敘利亞基督徒作家，同時也是一位苦行者。他的著作包含二十三篇專論，包涵了愛德、謙卑、悔罪等道德品行，以及祈禱、禁食、苦修等履行。此外，他的作品還觸及復活、復活節、默西亞是天主子等教義主題。亞弗拉哈特在希臘哲學和希臘基督信仰神學方面的生活環境中，沒有受到太多影響，這使他在當時的希臘教父中獨具特色；他的神學更傾向古老，源自於猶太社會的經師。
长期以来，人们并不清楚二十三篇证道稿的作者明确身份。
作者最早以 hakkimis artaya（意即「波斯賢士」，Persian Sage）而为人所知，是波斯沙普尔二世时人，可能出生异教，而后改宗。他曾使用“雅各”作为笔名。比如一份512年的抄本，包括了他的后十二篇证道，在其扉页上，即如此署名。在包括十九篇证道的古代亚美尼亚语版本里，则署名波斯贤人。根据14世纪一个抄本（B.M. Orient. 1017）的邊注，他是“Mar Mattai 的主教”，Mar Mattai 指的是 Mostil 附近的一个著名的修院，然而这个修院建立如此之早似乎可能性不大。
马赛的根拿丢（496年以前）将他与尼西比斯（Nisbis）主教雅各相混淆。但是，曾参加第一次尼西亞公會議的尼西比斯主教雅各死于338年，并且作为波斯人的作者不可能生活在尼西比斯。尼西比斯是在约维安协定后才属于波斯。Aphrahas 或 arhadh 的名字来自以后的文献——尼西比斯的以利亚（Elias of Nisibis）和 巴爾·希伯來（Bar Hebraeus）。阿拉伯的主教乔治（Georgius）在714年给朋友的书信中，为了答复朋友所提出的一系列关于这位波斯贤人的问题时，承认他不知道他的名字，家乡和品阶，他从其著作中发现他是一名修士，在教士中深孚众望。证道稿的作者在344年曾代表主教会议和其他教士致函西流基（Seleucia），Cteiiphon 等地教会，见于证道稿第14篇。William Wright 等人以此证明他有主教职。

## 证道内容简介
亞弗拉哈特证道稿的写作目的，如 Burkitt 教授所指出的，是为了“详尽而有条理地阐释基督教的信仰”。其立场是叙利亚语教会在亚流主义论争之前的观点。作者从信仰出发，进行有关教理和职责的建构。于337年完成的前十篇证道没有涉及有争议的内容，分别为：
1. 论信仰
2. 论爱德
3. 论禁食
4. 论祷告
5. 论战争（其中谈到但以理的异象时令人费解地提及了罗马与波斯间的冲突）
6. 论约民（修士与禁欲苦修者）
7. 论悔罪
8. 论复活
9. 论谦卑
10. 论牧者
11. 论割礼
12. 论逾越节
13. 论安息日
14. 劝诫（即上文提到的函件）
15. 论肉类的分别
16. 外邦人的呼召
17. 耶稣与弥赛亚
18. 童女生子
19. 以色列的流散
20. 论施舍
21. 论逼迫
22. 死亡与末后的日子
23. 关于“葡萄”（参见以賽亞書65:8），写于345年7月，关于弥赛亚预言的应验以及自亚当至耶稣年表。

亞弗拉哈特以其道德上的热诚，坦率，争议中的克制，语言风格上的朴素，对圣经主旨和字句的了解，给读者留下了良好的印象。另一方面，他冗长的重复，不准确的论证，经常离题，不适当地引用圣经，以及犹太解经者对他强烈的影响，成了他的缺点。他尤其喜欢用数字证明他的观点。从他的第十七篇证道可以看到，他和他当时所处的环境没有受到亚流主义论争的波及。他认为旧约圣经中“上帝”和“上帝的儿子”可以授予那些配得的人，上帝没有拒绝人类分享祂的属性——诸如上帝的主权与父权——因此，成就了人类救恩的基督应得这个至高的名字。
从亞弗拉哈特引用圣经的频率来看，他是当时叙利亚教会如何阅读福音书最好的见证；Zahn 等人证明他——至少——使用了他提安所著的《四福音合参》（Diatessaron）。他见证了当时基督教会在沙普尔二世时所遭受的迫害，教会在道德上受到的侵蚀，早期修道组织的环境，叙利亚教会在复活节期上的习俗，等等。